# Coppa del Mondo di freestyle 2013
La Coppa del Mondo di freestyle 2013 è iniziata il 22 agosto 2012 a Cardrona, in Nuova Zelanda, ed è terminata il 25 marzo 2013 a Sierra Nevada, in Spagna.
La Coppa del Mondo organizzata dalla FIS prevedeva 5 discipline: salti, gobbe, halfpipe, ski cross e slopestyle. Oltre alla Coppa del Mondo generale, sono state assegnate anche le Coppe del Mondo delle singole specialità.
Hanno conquistato la Coppa del Mondo generale il canadese Mikaël Kingsbury tra gli uomini e la cinese Xu Mengtao tra le donne.

## Uomini

### Risultati
| Data             | Località        | Nazione       | Spec. | Primo                 | Secondo                | Terzo                    |
| ---------------- | --------------- | ------------- | ----- | --------------------- | ---------------------- | ------------------------ |
| 22 agosto 2012   | Cardrona        | Nuova Zelanda | HP    | Torin Yater-Wallace   | Thomas Krief           | Benoît Valentin          |
| 7 settembre 2012 | Ushuaia         | Argentina     | SS    | James Woods           | Henrik Harlaut         | Jonas Hunziker           |
| 8 dicembre 2012  | Nakiska         | Canada        | SX    | Armin Niederer        | Alex Fiva              | Anton Grimus             |
| 13 dicembre 2012 | Telluride       | Stati Uniti   | SX    | Filip Flisar          | Brady Leman            | Armin Niederer           |
| 15 dicembre 2012 | Ruka            | Finlandia     | DM    | Mikaël Kingsbury      | Alexandre Bilodeau     | Jeremy Cota              |
| 19 dicembre 2012 | Val Thorens     | Francia       | SX    | Armin Niederer        | Brady Leman            | Joe Swensson             |
| 22 dicembre 2012 | Kreischberg     | Austria       | DM    | Bryon Wilson          | Alexandre Bilodeau     | Mikaël Kingsbury         |
| 23 dicembre 2012 | San Candido     | Italia        | SX    | Alex Fiva             | Daniel Bohnacker       | Victor Öhling Norberg    |
| 5 gennaio 2013   | Changchun       | Cina          | AE    | Jia Zongyang          | Qi Guangpu             | Olivier Rochon           |
| 11 gennaio 2013  | Copper Mountain | Stati Uniti   | HP    | Mike Riddle           | Aaron Blunck           | David Wise               |
| 12 gennaio 2013  | Copper Mountain | Stati Uniti   | SS    | James Woods           | Russell Henshaw        | Alex Beaulieu-Marchand   |
| 12 gennaio 2013  | Les Contamines  | Francia       | SX    | Alex Fiva             | Filip Flisar           | Tomáš Kraus              |
| 12 gennaio 2013  | Val Saint-Côme  | Canada        | AE    | Dzmitryj Daščynski    | Travis Gerrits         | Zhou Hang                |
| 16 gennaio 2013  | Megève          | Francia       | SX    | John Teller           | Jouni Pellinen         | Armin Niederer           |
| 17 gennaio 2013  | Lake Placid     | Stati Uniti   | MO    | Mikaël Kingsbury      | Patrick Deneen         | Dylan Walczyk            |
| 18 gennaio 2013  | Lake Placid     | Stati Uniti   | AE    | Jia Zongyang          | Qi Guangpu             | David Morris             |
| 19 gennaio 2013  | Lake Placid     | Stati Uniti   | AE    | Jia Zongyang          | Dzmitryj Daščynski     | Petr Medulič             |
| 26 gennaio 2013  | Calgary         | Canada        | MO    | Mikaël Kingsbury      | Aleksandr Smyšljaev    | Shō Endō                 |
| 31 gennaio 2013  | Deer Valley     | Stati Uniti   | MO    | Mikaël Kingsbury      | Alexandre Bilodeau     | Patrick Deneen           |
| 1º febbraio 2013 | Deer Valley     | Stati Uniti   | AE    | Maksim Huscik         | Travis Gerrits         | Michael Rossi            |
| 2 febbraio 2013  | Deer Valley     | Stati Uniti   | DM    | Alexandre Bilodeau    | Patrick Deneen         | Bradley Wilson           |
| 2 febbraio 2013  | Park City       | Stati Uniti   | HP    | David Wise            | Torin Yater-Wallace    | Kevin Rolland            |
| 2 febbraio 2013  | Grasgehren      | Germania      | SX    | annullata             | annullata              | annullata                |
| 3 febbraio 2013  | Grasgehren      | Germania      | SX    | Tomáš Kraus           | Tristan Tafel          | Victor Öhling Norberg    |
| 8 febbraio 2013  | Silvaplana      | Svizzera      | SS    | Johan Berg            | Klaus Finne            | Fabian Bösch             |
| 13 febbraio 2013 | Soči            | Russia        | SS    | annullata             | annullata              | annullata                |
| 15 febbraio 2013 | Soči            | Russia        | MO    | Mikaël Kingsbury      | Patrick Deneen         | Philippe Marquis         |
| 16 febbraio 2013 | Soči            | Russia        | HP    | Torin Yater-Wallace   | Gus Kenworthy          | Mike Riddle              |
| 17 febbraio 2013 | Soči            | Russia        | AE    | Qi Guangpu            | Liu Zhongqing          | Dzjanis Vosipaŭ          |
| 19 febbraio 2013 | Soči            | Russia        | SX    | Victor Öhling Norberg | Christopher Del Bosco  | Andreas Schauer          |
| 23 febbraio 2013 | Bukovel'        | Ucraina       | AE    | David Morris          | Dylan Ferguson         | Maksim Huscik            |
| 23 febbraio 2013 | Inawashiro      | Giappone      | MO    | Mikaël Kingsbury      | Bradley Wilson         | Alexandre Bilodeau       |
| 24 febbraio 2013 | Inawashiro      | Giappone      | DM    | Bradley Wilson        | Alexandre Bilodeau     | Joseph Discoe            |
| 24 febbraio 2013 | Harrachov       | Rep. Ceca     | SX    | annullata             | annullata              | annullata                |
| 15 marzo 2013    | Åre             | Svezia        | MO    | Alexandre Bilodeau    | Patrick Deneen         | Mikaël Kingsbury         |
| 16 marzo 2013    | Åre             | Svezia        | SX    | Alex Fiva             | Victor Öhling Norberg  | Jean-Frédéric Chapuis    |
| 16 marzo 2013    | Åre             | Svezia        | DM    | Alexandre Bilodeau    | Mikaël Kingsbury       | Bradley Wilson           |
| 17 marzo 2013    | Åre             | Svezia        | SX    | Jean-Frédéric Chapuis | Armin Niederer         | Sylvain Miaillier        |
| 22 marzo 2013    | Sierra Nevada   | Spagna        | DM    | Alexandre Bilodeau    | Patrick Deneen         | Simon Pouliot-Cavanagh   |
| 23 marzo 2013    | Sierra Nevada   | Spagna        | SS    | Lyman Currier         | Oscar Wester           | Felix Stridsberg-Usterud |
| 24 marzo 2013    | Sierra Nevada   | Spagna        | SX    | annullata             | annullata              | annullata                |
| 25 marzo 2013    | Sierra Nevada   | Spagna        | HP    | Mike Riddle           | Antti-Jussi Kemppainen | Noah Bowman              |

Legenda: 

AE = Salti 

HP = Halfpipe 

MO = Gobbe 

DM = Gobbe in parallelo 

SS = Slopestyle 

SX = Ski cross

### Classifiche

#### Generale
| Pos. | Atleta              | Nazione     | Punti |
| ---- | ------------------- | ----------- | ----- |
| 1    | Mikaël Kingsbury    | Canada      | 78,33 |
| 2    | Alexandre Bilodeau  | Canada      | 74,42 |
| 3    | Alex Fiva           | Svizzera    | 61,90 |
| 4    | Mike Riddle         | Canada      | 60,00 |
| 5    | Jia Zongyang        | Cina        | 59,14 |
| 6    | Patrick Deneen      | Stati Uniti | 56,42 |
| 7    | Torin Yater-Wallace | Stati Uniti | 56,00 |
| 8    | Armin Niederer      | Svizzera    | 51,40 |
| 9    | David Morris        | Australia   | 47,43 |
| 10   | Qi Guangpu          | Cina        | 45,86 |

#### Salti
| Pos. | Atleta         | Nazione     | Punti |
| ---- | -------------- | ----------- | ----- |
| 1    | Jia Zongyang   | Cina        | 414   |
| 2    | David Morris   | Australia   | 332   |
| 3    | Qi Guangpu     | Cina        | 321   |
| 4    | Dylan Ferguson | Stati Uniti | 277   |
| 5    | Travis Gerrits | Canada      | 274   |

#### Gobbe
| Pos. | Atleta              | Nazione     | Punti |
| ---- | ------------------- | ----------- | ----- |
| 1    | Mikaël Kingsbury    | Canada      | 940   |
| 2    | Alexandre Bilodeau  | Canada      | 893   |
| 3    | Patrick Deneen      | Stati Uniti | 677   |
| 4    | Bradley Wilson      | Stati Uniti | 480   |
| 5    | Marc-Antoine Gagnon | Canada      | 368   |

#### Ski cross
| Pos. | Atleta                | Nazione  | Punti |
| ---- | --------------------- | -------- | ----- |
| 1    | Alex Fiva             | Svizzera | 619   |
| 2    | Armin Niederer        | Svizzera | 514   |
| 3    | Victor Öhling Norberg | Svezia   | 414   |
| 4    | Jean-Frédéric Chapuis | Francia  | 343   |
| 5    | Brady Leman           | Canada   | 339   |

#### Halfpipe
| Pos. | Atleta              | Nazione     | Punti |
| ---- | ------------------- | ----------- | ----- |
| 1    | Mike Riddle         | Canada      | 300   |
| 2    | Torin Yater-Wallace | Stati Uniti | 280   |
| 3    | David Wise          | Stati Uniti | 205   |
| 4    | Aaron Blunck        | Stati Uniti | 193   |
| 5    | Thomas Krief        | Francia     | 175   |

#### Slopestyle
| Pos. | Atleta                 | Nazione       | Punti |
| ---- | ---------------------- | ------------- | ----- |
| 1    | James Woods            | Gran Bretagna | 226   |
| 2    | Johan Berg             | Norvegia      | 140   |
| 3    | Oskar Wester           | Svezia        | 130   |
| 4    | Alex Beaulieu-Marchand | Canada        | 110   |
| 5    | Lyman Currier          | Stati Uniti   | 100   |

## Donne

### Risultati
| Data             | Località        | Nazione       | Spec. | Primo                      | Secondo                  | Terzo                    |
| ---------------- | --------------- | ------------- | ----- | -------------------------- | ------------------------ | ------------------------ |
| 22 agosto 2012   | Cardrona        | Nuova Zelanda | HP    | Devin Logan                | Manami Mitsuboshi        | Ayana Onozuka            |
| 7 settembre 2012 | Ushuaia         | Argentina     | SS    | Keri Herman                | Eveline Bhend            | Dara Howell              |
| 8 dicembre 2012  | Nakiska         | Canada        | SX    | Fanny Smith                | Ophélie David            | Anna Holmlund            |
| 13 dicembre 2012 | Telluride       | Stati Uniti   | SX    | Fanny Smith                | Ophélie David            | Anna Holmlund            |
| 15 dicembre 2012 | Ruka            | Finlandia     | DM    | Heather McPhie             | Justine Dufour-Lapointe  | Aiko Uemura              |
| 19 dicembre 2012 | Val Thorens     | Francia       | SX    | Fanny Smith                | Marte Høie Gjefsen       | Andrea Limbacher         |
| 22 dicembre 2012 | Kreischberg     | Austria       | DM    | Heather McPhie             | Heidi Kloser             | Justine Dufour-Lapointe  |
| 23 dicembre 2012 | San Candido     | Italia        | SX    | Kelsey Serwa               | Georgia Simmerling       | Katrin Müller            |
| 5 gennaio 2013   | Changchun       | Cina          | AE    | Xu Mengtao                 | Lydia Lassila            | Li Nina                  |
| 11 gennaio 2013  | Copper Mountain | Stati Uniti   | HP    | Maddie Bowman              | Rosalind Groenewoud      | Brita Sigourney          |
| 12 gennaio 2013  | Copper Mountain | Stati Uniti   | SS    | Keri Herman                | Dara Howell              | Anna Segal               |
| 12 gennaio 2013  | Les Contamines  | Francia       | SX    | Andrea Limbacher           | Anna Holmlund            | Fanny Smith              |
| 12 gennaio 2013  | Val Saint-Côme  | Canada        | AE    | Xu Mengtao                 | Lydia Lassila            | Yang Yu                  |
| 16 gennaio 2013  | Megève          | Francia       | SX    | Anna Wörner                | Kelsey Serwa             | Ophélie David            |
| 17 gennaio 2013  | Lake Placid     | Stati Uniti   | MO    | Hannah Kearney             | Nikola Sudová            | Britteny Cox             |
| 18 gennaio 2013  | Lake Placid     | Stati Uniti   | AE    | Xu Mengtao                 | Yang Yu                  | Emily Cook               |
| 19 gennaio 2013  | Lake Placid     | Stati Uniti   | AE    | Yang Yu                    | Lydia Lassila            | Xu Mengtao               |
| 26 gennaio 2013  | Calgary         | Canada        | MO    | Justine Dufour-Lapointe    | Chloé Dufour-Lapointe    | Eliza Outtrim            |
| 31 gennaio 2013  | Deer Valley     | Stati Uniti   | MO    | Hannah Kearney             | Heather McPhie           | Eliza Outtrim            |
| 1º febbraio 2013 | Deer Valley     | Stati Uniti   | AE    | Xu Mengtao                 | Laura Peel               | Zhang Xin                |
| 2 febbraio 2013  | Deer Valley     | Stati Uniti   | DM    | Hannah Kearney             | Justine Dufour-Lapointe  | Yulïya Galışeva          |
| 2 febbraio 2013  | Park City       | Stati Uniti   | HP    | Maddie Bowman              | Ayana Onozuka            | Virginie Faivre          |
| 2 febbraio 2013  | Grasgehren      | Germania      | SX    | annullata                  | annullata                | annullata                |
| 3 febbraio 2013  | Grasgehren      | Germania      | SX    | Ophélie David              | Christina Manhard        | Marielle Berger Sabbatel |
| 8 febbraio 2013  | Silvaplana      | Svizzera      | SS    | Tiril Sjåstad Christiansen | Katie Summerhayes        | Anna Segal               |
| 13 febbraio 2013 | Soči            | Russia        | SS    | annullata                  | annullata                | annullata                |
| 15 febbraio 2013 | Soči            | Russia        | MO    | Hannah Kearney             | Eliza Outtrim            | Aiko Uemura              |
| 16 febbraio 2013 | Soči            | Russia        | HP    | Virginie Faivre            | Rosalind Groenewoud      | Keltie Hansen            |
| 17 febbraio 2013 | Soči            | Russia        | AE    | Xu Mengtao                 | Laura Peel               | Tanja Schärer            |
| 19 febbraio 2013 | Soči            | Russia        | SX    | Kelsey Serwa               | Marielle Thompson        | Fanny Smith              |
| 23 febbraio 2013 | Bukovel'        | Ucraina       | AE    | Emily Cook                 | Nadija Didenko           | Tanja Schärer            |
| 23 febbraio 2013 | Inawashiro      | Giappone      | MO    | Audrey Robichaud           | Nikola Sudová            | Chloé Dufour-Lapointe    |
| 24 febbraio 2013 | Inawashiro      | Giappone      | DM    | Miki Itō                   | Mikaela Matthews         | Hannah Kearney           |
| 24 febbraio 2013 | Harrachov       | Rep. Ceca     | SX    | annullata                  | annullata                | annullata                |
| 15 marzo 2013    | Åre             | Svezia        | MO    | Heather McPhie             | Eliza Outtrim            | Yulïya Galışeva          |
| 16 marzo 2013    | Åre             | Svezia        | SX    | Anna Wörner                | Marielle Berger Sabbatel | Karolina Riemen          |
| 16 marzo 2013    | Åre             | Svezia        | DM    | Hannah Kearney             | Yulïya Galışeva          | Chloé Dufour-Lapointe    |
| 17 marzo 2013    | Åre             | Svezia        | SX    | Fanny Smith                | Marielle Thompson        | Katrin Müller            |
| 22 marzo 2013    | Sierra Nevada   | Spagna        | DM    | Hannah Kearney             | Miki Itō                 | Heather McPhie           |
| 23 marzo 2013    | Sierra Nevada   | Spagna        | SS    | Alexi Micinski             | Julia Marino             | Anna Willcox-Silfverberg |
| 24 marzo 2013    | Sierra Nevada   | Spagna        | SX    | annullata                  | annullata                | annullata                |
| 25 marzo 2013    | Sierra Nevada   | Spagna        | HP    | Rosalind Groenewoud        | Virginie Faivre          | Ayana Onozuka            |

Legenda: 

AE = Salti 

HP = Halfpipe 

MO = Gobbe 

DM = Gobbe in parallelo 

SS = Slopestyle 

SX = Ski cross

### Classifiche

#### Generale
| Pos. | Atleta                  | Nazione     | Punti |
| ---- | ----------------------- | ----------- | ----- |
| 1    | Xu Mengtao              | Cina        | 80,00 |
| 2    | Virginie Faivre         | Svizzera    | 62,40 |
| 3    | Rosalind Groenewoud     | Canada      | 61,00 |
| 4    | Hannah Kearney          | Stati Uniti | 60,92 |
| 5    | Fanny Smith             | Svizzera    | 57,60 |
| 6    | Ayana Onozuka           | Giappone    | 55,20 |
| 7    | Justine Dufour-Lapointe | Canada      | 53,33 |
| 8    | Heather McPhie          | Stati Uniti | 52,55 |
| 9    | Ophélie David           | Francia     | 48,70 |
| 10   | Keri Herman             | Cina        | 46,60 |

#### Salti
| Pos. | Atleta        | Nazione     | Punti |
| ---- | ------------- | ----------- | ----- |
| 1    | Xu Mengtao    | Cina        | 560   |
| 2    | Emily Cook    | Stati Uniti | 303   |
| 3    | Lydia Lassila | Australia   | 296   |
| 4    | Laura Peel    | Australia   | 285   |
| 5    | Zhang Xin     | Cina        | 270   |

#### Gobbe
| Pos. | Atleta                  | Nazione     | Punti |
| ---- | ----------------------- | ----------- | ----- |
| 1    | Hannah Kearney          | Stati Uniti | 731   |
| 2    | Justine Dufour-Lapointe | Canada      | 640   |
| 3    | Heather McPhie          | Stati Uniti | 627   |
| 4    | Eliza Outtrim           | Stati Uniti | 535   |
| 5    | Chloé Dufour-Lapointe   | Canada      | 492   |

#### Ski cross
| Pos. | Atleta                   | Nazione  | Punti |
| ---- | ------------------------ | -------- | ----- |
| 1    | Fanny Smith              | Svizzera | 576   |
| 2    | Ophélie David            | Francia  | 487   |
| 3    | Marielle Berger Sabbatel | Francia  | 404   |
| 4    | Kelsey Serwa             | Canada   | 401   |
| 5    | Katrin Müller            | Svizzera | 344   |

#### Halfpipe
| Pos. | Atleta              | Nazione     | Punti |
| ---- | ------------------- | ----------- | ----- |
| 1    | Virginie Faivre     | Svizzera    | 312   |
| 2    | Rosalind Groenewoud | Canada      | 305   |
| 3    | Ayana Onozuka       | Giappone    | 276   |
| 4    | Maddie Bowman       | Stati Uniti | 224   |
| 5    | Mirjam Jaeger       | Svizzera    | 200   |

#### Slopestyle
| Pos. | Atleta                     | Nazione     | Punti |
| ---- | -------------------------- | ----------- | ----- |
| 1    | Keri Herman                | Stati Uniti | 200   |
| 2    | Tiril Sjåstad Christiansen | Norvegia    | 150   |
| 3    | Dara Howell                | Canada      | 140   |
| 4    | Anna Segal                 | Australia   | 120   |
| 5    | Alexi Micinski             | Stati Uniti | 116   |

## Coppa delle Nazioni
| Pos. | Nazione     | Punti |
| ---- | ----------- | ----- |
| 1    | Canada      | 6825  |
| 2    | Stati Uniti | 6604  |
| 3    | Svizzera    | 3883  |
| 4    | Francia     | 2836  |
| 5    | Giappone    | 2533  |